# Dmytro Demjaniuk (hokeista)
Dmytro Demjaniuk, ukr. Дмитро Дем'янюк (ur. 12 sierpnia 1988 w Kijowie) – ukraiński hokeista.

## Kariera
- Politychnyk Kijów (2004-2005)
- Chimwołokno Mohylew 2 (2005-2008)
- HK Mohylew (2007-2010)
- Berkut Kijów (2011-2012)
- Biłyj Bars Biała Cerkiew (2013-2014)
- Polonia Bytom (2014-2016)
- Donbas Donieck (2016)
- Tempish Polonia Bytom (2016)
- Orlik Opole (2016-2017)
- Zagłębie Sosnowiec (2018)
- KH Energa Toruń (2018-)
- ECW Sande	(2019/2020)
- UKS Zagłębie Sosnowiec (2019/2020)
- ECW Sande (2021-2022)

Wychowanek Sokiłu Kijów. Występował w klubach białoruskich i ukraińskich. Od września 2014 zawodnik Polonii Bytom w rozgrywkach Polskiej Hokej Ligi (wraz z nim jego rodak Witalij Andrejkiw). Od lipca 2016 na testach, a od początku września 2016 zakontraktowany zawodnik Donbasu Donieck. Od października do grudnia 2016 ponownie zawodnik Polonii Bytom. Od połowy grudnia 2016 do końca listopada 2017 był zawodnikiem Orlika Opole. W styczniu 2018 został graczem Zagłębia Sosnowiec. Pod koniec września 2018 związał się terminowym kontraktem próbnym na czas jednego miesiąca z klubem KH Energa Toruń. W sezonie 2019/2020 był zawodnikiem niemieckiego klubu ECW Sande	 w czwartym poziomie rozgrywkowym oraz w barwach UKS Zagłębie Sosnowiec w I lidze polskiej. W sezonie 2021/2022 ponownie grał w ECW Sande.
Uczestniczył w turnieju hokeja mężczyzn na Zimowej Uniwersjadzie 2013.

## Sukcesy
Klubowe
- Brązowy medal mistrzostw Ukrainy: 2012 z Berkutem Kijów
- Srebrny medal mistrzostw Ukrainy: 2014 z Biłyjem Barsem Biała Cerkiew

Indywidualne
- Mistrzostwa Ukrainy w hokeju na lodzie (2013/2014):
  - Trzecie miejsce w klasyfikacji strzelców w sezonie zasadniczym: 13 goli[11]